# Бючли, Отто
И́оганн А́дам О́тто Бю́чли (нем. Johann Adam Otto Bütschli; 3 мая 1848, Франкфурт-на-Майне, Вольный город Франкфурт — 2 февраля 1920, Гейдельберг) — немецкий зоолог. Внёс большой вклад в развитие цитологии.

## Биография
Отто Бючли родился 3 мая 1848 года во Франкфурте в семье кондитера, который в 1830 году иммигрировал из Швейцарии в Германию и женился в 1843 году на Эмилии Кулльман, коренной жительнице Франкфурта. После окончания школы во Франкфурте Отто Бючли с 1864 года изучал минералогию, химию и палеонтологию в Политехническом институте в Карлсруэ. С 1865 по 1866 год он был ассистентом палеонтолога Карла Альфреда фон Циттеля. В 1866 году Бючли перешёл в Гейдельбергский университет, где в 1868 году получил учёную степень доктора философии по минералогии, химии и зоологии и затем стал ассистентом Роберта Вильгельма Бунзена.
С 1869 года Бючли был ассистентом у Рудольфа Лейкарта в Университете Лейпцига, решив переключиться на зоологию. Там он занимался исследованиями онтогенеза у нематод.
С 1873 по 1874 год он был ассистентом зоолога Карла Августа Мёбиуса в Университете Киля, где он продолжал свои исследования инфузорий. В 1876 году он защитил докторскую диссертацию в Политехническом институте в Карлсруэ, где в дальнейшем работал как приват-доцент.
В 1878 году, ещё не достигнув 30 лет, Бючли стал ординарным профессором зоологии и палеонтологии в университете Гейдельберга. Несмотря на многочисленные приглашения, поступавшие из других университетов, учёный до конца своей жизни оставался в Гейдельберге. В то время жители Гейдельберга в разговорной речи называли институт не зоологическим, а «институтом Бючли». Результаты исследований эволюционных процессов яйцеклетки и простейших были впервые опубликованы в 1876 году в статьях Зенкенбергского общества. Эти исследования и опубликованная в то же время работа известного ботаника Эдуарда Страсбургера поставили цитологию на новую научную основу.
В 1894 году Отто Бючли, Август Шуберг и Бертольд Гатчек основали в Лейпциге специализированное периодическое печатное издание «Zoologisches Centralblatt».

## Эпонимы
Обнаруженный и описанный в 1947 году Мильтоном (C. Milton) и Аксельродом (J. Axelrod) новый минерал получил в честь учёного название бючлиит.